# Primul asediu arab al Siracuzei
Asediul Siracusei din 827–828 a marcat prima tentativă mai consistentă a dinaștilor din dinastia aghlabizilor din Tunisia de a cuceri orașul Siracusa din Sicilia, pe atunci provincie bizantină.
Armata trimisă de aghlabizi debarcase în Sicilia cu câteva luni înainte, sub pretextul oferit de apelul generalul bizantin Eufemius, revoltat împotriva împăratului Mihail al II-lea al Bizanțului. După înfrângerea forțelor locale și ocuparea fortăreței de la Mazara, invadatorii sarazini au pornit în marș asupra Siracusei, care era capitala insulei sub stăpânirea romană și bizantină. Asediul s-a desfășurat în timpul iernii dintre anii 827 și 828 și a continuat până vara, în care perioadă de timp asediații au avut mult de suferit din cauza lipsei de hrană. Izbucnirea unei epidemii, care a dus la moartea comandantului forțelor arabe, Asad ibn al-Furat, ca și apropierea unor întăriri trimise de la Constantinopol, l-au silit pe noul comandant arab, Muhammad ibn Abi'l-Jawari, să abandoneze asediul și să se retragă în partea de sud-vest a insulei, care a rămas în posesia sarazinilor de finitiv. De acolo, ei au început cucerirea treptată a Siciliei, care a condus la căderea Siracusei după un nou asediu (desfășurat în 877-878 și a culminat cu ocuparea Taorminei în 902.